# 中国帝国主义

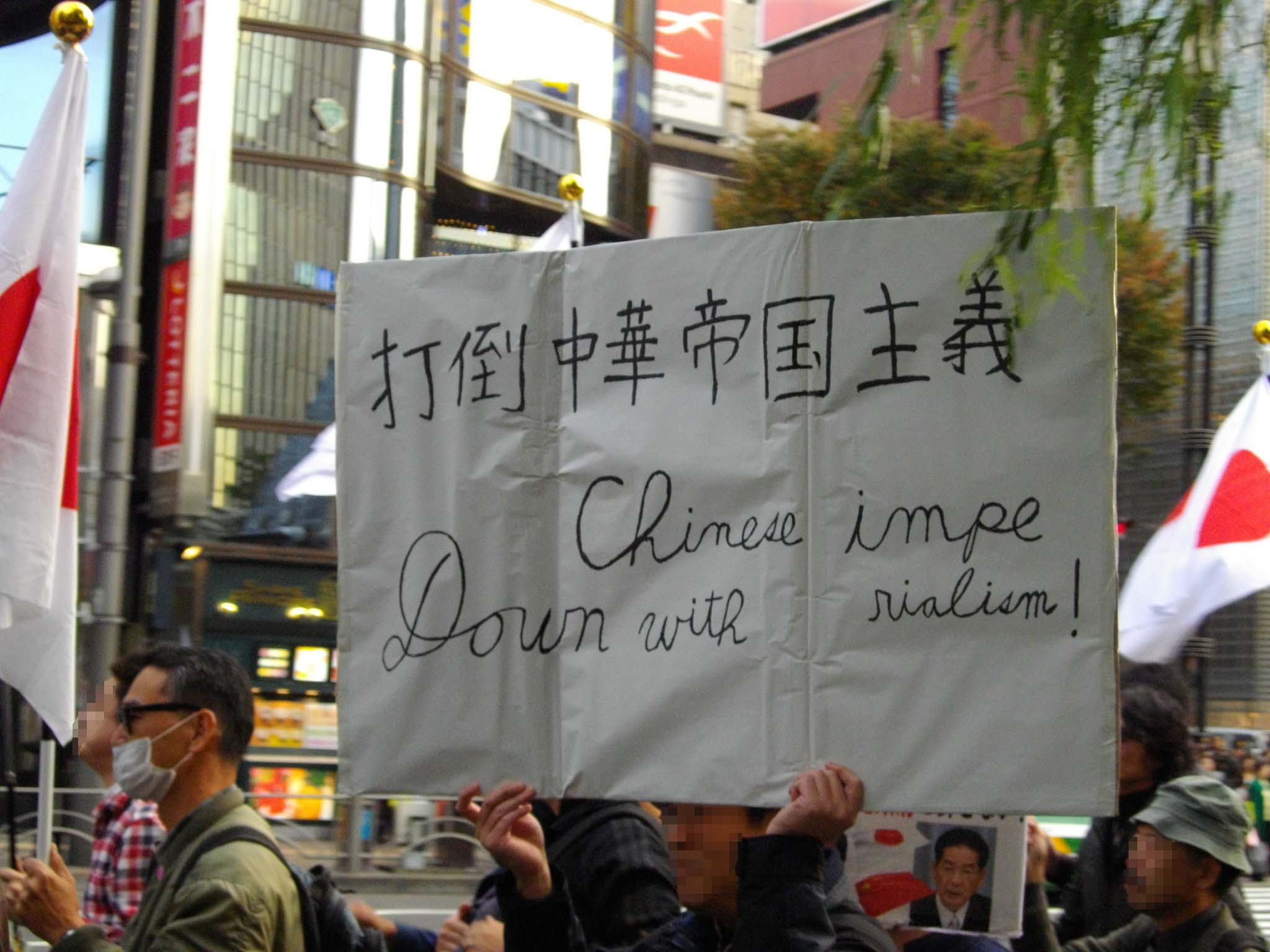
2010年10月，在中国渔船与日本巡逻船钓鱼岛相撞事件后一个月，日本的保守派抗议者打出“打倒中华帝国主义”的标语表示不满。

中国帝国主义、中华帝国主义等词被用于描述中国政治、经济、文化和影响力向中国境外扩张的情况。这个词可能具体指代扩张过程中的扩张主义思想、戰狼外交和新权威主义。一些人认为如今的中华人民共和国是一个帝国主义国家，比如菲律宾共产主义、反政府武装新人民軍、日本共產黨、一些毛派组织及新左派（特别是一些中國新左翼）。中国在非洲的建设亦有时被指责为“新殖民主义”。

## 历史

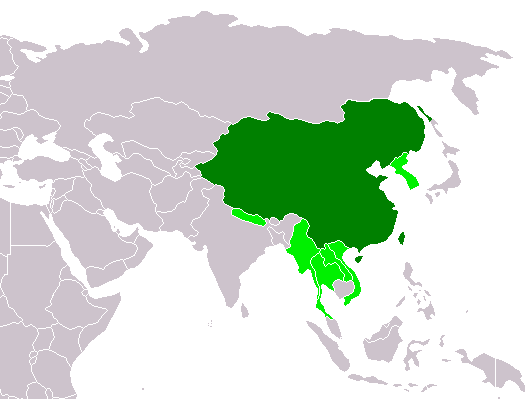
国力顶峰时期的清朝及其勢力範圍

中国历史上，民国时期之前的许多君主制朝代通过不同的方式扩张其领土。

## 对中国帝国主义的看法
世界各地的左翼知识分子对中国是否已经变成了帝国主义国家有激烈的争论。李民骐认为中国在全球资本主义体系内变得越来越重要，不过其仍是一个“半外围国家”而非帝国主义国家。汪晖2006年发表在《新左翼评论》上的一篇文章同样对中国的改变持批判态度，他在这篇文章中称中国已经成为了帝国主义的“战略伙伴”，任何试图指出这些社会问题的分析都会被指责“想要回到文革时代” 。
菲律宾的毛主义政党菲律宾共产党将中国共产党视作勾结罗德里戈·杜特尔特攻击菲律宾渔民和菲律宾人民的帝国主义政党。党内的重要人物何塞·马里亚·西松说：“中国共产党偶尔会在口头上对毛泽东大加赞美，特别是在喜庆的仪式上尤为如此，以避免得罪热爱毛泽东、认同毛泽东思想和行为的广大中国人民和党员干部。”菲律宾共产党的武装力量新人民軍已经奉命向菲律宾的中资企业发动武装进攻。
2019年，日本共產黨修改黨綱，批評中华人民共和国對亞洲各國的態度是大國主義、霸權主義，侵害西藏、新疆、香港等地的人權，無法承認中共是以社會主義為目標。與此同時，香港出現反修例運動，日共亦公開譴責中共和港府以武力鎮壓香港示威者，並要求中华人民共和国当局以和平解決局勢為己任。
前《纽约时报》北京分社社长黄安伟认为中国和美国都是帝国，美国是一个以软实力著称的帝国，而中国是一个以硬实力著称的帝国。

## 海外军事基地

根据《经济学人》一份报告制作的海外军事基地地图：
中华人民共和国
有至少一个中华人民共和国军事基地的国家
中华人民共和国可能已与之接洽以建立基地的国家

中华人民共和国在吉布提有一座已被官方证实存在的海外军事基地，此外可能还已与多个国家接洽以建立海外军事基地。